# アドリアン・ザルスキ
アドリアン・シルヴィウ・ザルスキ（Adrian Silviu Zaluschi 、1989年12月2日 - ）は、ルーマニア・ティミショアラ出身のプロサッカー選手。SSUポリテフニカ・ティミショアラ所属。ポジションは、ミッドフィールダー。

## タイトル
リペンシア・ティミショアラ
- リーガIII: 2016-17
- リーガIV – ティミシュ県: 2015-16

ミナウル・バヤ・マレ
- リーガIII: 2020-21